# Golfclub De Dommel
Golfclub De Dommel is een Nederlandse golfclub in St. Michielsgestel (provincie Noord-Brabant).

## Het landschap
De golfbaan is aangelegd op een gedeelte van het landgoed Zegenwerp, gelegen ten zuiden van St. Michielsgestel en ingeklemd tussen de rivier de Dommel en de Gestelseweg. Ten oosten van het beekdal van de Dommel lag oorspronkelijk een heuvelachtig stuifzandgebied met heidevelden.
Zegenwerp, ontstaan uit een Frankische nederzetting aan de oever van de Dommel, behoort tot de oudste landgoederen in de omgeving. In de 19e eeuw zijn, zoals op veel landgoederen in de omgeving van Vught, de oorspronkelijke stijlkenmerken vervangen door de in die tijd populaire Engelse landschapsstijl. Uit die tijd dateren de monumentale eikenlaan (langs hole 10, onderbroken door hole 14) en de beukenlaan (de oprijlaan naar het clubhuis], die de golfbaan in respectievelijk NZ- en WO-richting doorkruisen.
De stuifduinen zijn in de 19e en het begin van de 20e eeuw met naaldbomen beplant. In dat landschap begon de heer C.G.J. van Lanschot (1897 - 1953) in 1929 met de aanleg van een 9 holes golfbaan.

## De baan
De in die tijd bekende Engelse golfbaanarchitect Harry Colt, verantwoordelijk voor het ontwerpen van meerdere golfbanen in Nederland (de Haagsche Golf, Eindhovensche Golf, Hilversumsche Golf Club, Kennemer Golf & Country Club en De Pan), heeft de baan ontworpen. Colt bemoeide zich intensief met de aanleg. Op een vraag van de eerste secretaris van Golfclub De Dommel of de toenmalige hole 7 niet te smal zou zijn, antwoordde hij: "the poor little ball is only 2 inches".
De oorspronkelijke 9 holes zijn in de loop der jaren op details wel enigszins veranderd, het karakter van de baan is echter niet gewijzigd. Naast aanpassingen van golftechnische aard, zoals de aanleg van nieuwe bunkers en het verlengen van de baan door sommige tees naar achteren te brengen, alsmede het aanleggen van de verhoogde green op hole 3 (thans 12), is in de eerste 35 jaar het aanzicht van de golfbaan slechts geleidelijk veranderd door het tot wasdom komen van aangeplante bomen en door selectief kappen. Na 1975 is, beginnend met de aanleg van de "watertee" bij hole 8 (thans 17), een aantal wijzigingen aan de baan aangebracht. Zo werd medio 1979 het plan Pennink uitgevoerd: hierbij werden een drietal holes verlengd en een aantal nieuwe bunkers aangelegd. In de zomer van 1984 werden 3, door Joan Dudok van Heel en Hans Hertzberger ontworpen, nieuwe holes in gebruik genomen, waardoor de baan toen 12 holes telde.
Latere wijzigingen in de baan zijn het graven van de waterpartij langs een gedeelte van hole 10 en de vijver in hole 12. Met de daarbij vrijgekomen grond kon het laagste en natste deel van hole 10 worden opgehoogd.
In 2014 is na een lange voorbereidingstijd de baan uitgebreid tot 18 holes. Deze laatste uitbreiding met 6 holes is ontworpen door de golfbaanarchitect Frank Pont in de geest van de golfbaanarchitect Harry Colt.

## Toernooien

#### Nederlandse pro's tegen Britse pro's
In 1931 werd voor het eerst een toernooi gespeeld tussen de Nederlandse teaching pro's en de in Nederland werkende Britse collega's. Het toernooi werd een paar jaar gespeeld. 's Ochtends werden er foursomes gespeeld, 's middags singles. In 1931 wonnen de Britten met 6-3, in 1932 en 1933 wonnen de Nederlanders met 7-2, in 1934 wonnen de Nederlanders ook met 6-2,.

#### Senior Cup
Op initiatief van een van de leden, Ton Enthoven, wordt sinds 1990 jaarlijks de Dormeuil Cup, later bekend onder de naam Van Lanschot Senior Cup en tegenwoordig onder de naam PGA Holland Senior Cup, op De Dommel gespeeld.

#### Mevrouw Swanebeker
Op initiatief van een ander lid, Dody Swane - del Court van Krimpen, wordt jaarlijks de Mevrouw Swanebeker op de Dommel gespeeld.

#### Dommel Open
Speciaal voor spelers uit de regio waar de rivier de Dommel doorheen stroomt organiseert de golfclub sinds 2008 het Dommel Open. De bedoeling is om regionale topspelers te stimuleren. De officiële naam is 'Regio Dommel Strokeplay Kampioenschap'. De maximale handicap voor de deelnemers is 10 voor de dames en 8 voor de heren. De wedstrijd wordt over twee rondes van 12 holes gespeeld.